# Kill To Get Crimson
Kill to Get Crimson es el quinto álbum de estudio del músico Mark Knopfler, publicado por la compañía discográfica Mercury Records en septiembre de 2007. El título del álbum hace referencia a un verso de la canción «Let It All Go», mientras que la portada está tomada del cuadro Four Lambrettas and Three Portraits of Janet Churchman de John Bratby, realizado en 1958. El disco debutó en el puesto veintiséis de la lista estadounidense Billboard 200, con 23 000 copias vendidas en su primera semana a la venta. La gira de promoción de Kill to Get Crimson comenzó el 29 de marzo de 2008 en Ámsterdam, Países Bajos y finalizó el 31 de julio en Miami, Florida.

## Gira
Knopfler promocionó Kill to Get Crimson con una gira por Europa y Norteamérica que comenzó el 29 de marzo de 2008 en Ámsterdam, Países Bajos y que finalizó, después de 94 conciertos en 88 ciudades, el 31 de julio en Miami, Florida. La gira incluyó un grupo compuesto por el guitarrista Richard Bennett, el batería Danny Cummings, los teclistas Guy Fletcher y Matt Rollings, el bajista Glenn Worf y el violinista John McCusker. La gira incluyó una residencia de seis noches en el Royal Albert Hall de Londres con Bap Kennedy como telonero. Durante la etapa norteamericana de la gira, Jesca Hoop actuó como telonero.

## Listas de canciones
Todas las canciones escritas y compuestas por Mark Knopfler. 
| N.º | Título                      | Duración |  |
| 1.  | «True Love Will Never Fade» | 4:21     |  |
| 2.  | «The Scaffolder's Wife»     | 3:52     |  |
| 3.  | «The Fizzy and the Still»   | 4:07     |  |
| 4.  | «Heart Full of Holes»       | 6:36     |  |
| 5.  | «We Can Get Wild»           | 4:17     |  |
| 6.  | «Secondary Waltz»           | 3:43     |  |
| 7.  | «Punish the Monkey»         | 4:36     |  |
| 8.  | «Let It All Go»             | 5:17     |  |
| 9.  | «Behind with the Rent»      | 4:46     |  |
| 10. | «The Fish and the Bird»     | 3:45     |  |
| 11. | «Madame Geneva's»           | 3:59     |  |
| 12. | «In the Sky»                | 7:29     |  |

## Personal
| Músicos - Mark Knopfler: voz y guitarras - Guy Fletcher: teclados - Glenn Worf: bajo y orquestación - Danny Cummings: batería - Ian Lowthian: acordeón - John McCusker: violín - Frank Ricotti: vibráfono - Chris White: flauta, saxofón y clarinete - Steve Sidwell: trompeta | Equipo técnico - Mark Knopfler: productor - Chuck Ainlay: productor e ingeniero de sonido - Rich Cooper: ingeniero asistente - Bob Ludwig: masterización - John Bratby: imagen de portada - Fabio Lovino: fotografía |

## Posición en listas
| País              | Lista                   | Posición |
| ----------------- | ----------------------- | -------- |
| Alemania          | Media Control Chart     | 2        |
| Australia         | ARIA Albums Chart       | 41       |
| Austria           | Ö3 Austria Top 40       | 10       |
| Bélgica (Flandes) | Ultratop 200 Albums     | 11       |
| Dinamarca         | Denmark Albums Chart    | 5        |
| Estados Unidos    | Billboard 200           | 26       |
| España            | Promusicae Albums Chart | 9        |
| Finlandia         | Finnish Albums Chart    | 15       |
| Francia           | SNEP Albums Chart       | 9        |
| Italia            | Italian Albums Chart    | 2        |
| Noruega           | VG-lista Top 40 Albums  | 2        |
| Países Bajos      | Mega Albums Chart       | 4        |
| Polonia           | Poland Albums Chart     | 5        |
| Portugal          | Portugal Albums Chart   | 29       |
| Reino Unido       | UK Albums Chart         | 9        |
| Suecia            | Sweden Albums Chart     | 4        |
| Suiza             | Hit Parade Top 100      | 3        |